# Thrill of It All
Thrill of It All is de derde single van de Belgische zanger Berre. Het nummer werd op 23 februari 2023 uitgebracht in België en werd een radio-hit. Het nummer werd gekozen als MNM-Big Hit, en kwam een week later binnen op plaats 9 in de Ultratop 50. Mede dankzij de vele radioperformances en airplay van verschillende radiozenders, piekte het nummer op plaats 4 in de negende week. Dit was de tweede beste notering voor Berre, na zijn debuutsingle Say My Name.
De zanger kreeg hulp van enkele grote namen bij het schrijven en producen. Namelijk Aiden Halliday en Charlie Holmes.
Het nummer gaat over het beseffen dat je verliefd bent op de verkeerde persoon. Hoewel alle signalen er al waren, zie je nu pas de 'rode vlaggen', en daar geef je jezelf de schuld van.

## Hitnoteringen

### Ultratop 50 Vlaanderen
| Hitnotering: 04-03-2023 t/m 30-06-2023 | Hitnotering: 04-03-2023 t/m 30-06-2023 | Hitnotering: 04-03-2023 t/m 30-06-2023 | Hitnotering: 04-03-2023 t/m 30-06-2023 | Hitnotering: 04-03-2023 t/m 30-06-2023 | Hitnotering: 04-03-2023 t/m 30-06-2023 | Hitnotering: 04-03-2023 t/m 30-06-2023 | Hitnotering: 04-03-2023 t/m 30-06-2023 | Hitnotering: 04-03-2023 t/m 30-06-2023 | Hitnotering: 04-03-2023 t/m 30-06-2023 | Hitnotering: 04-03-2023 t/m 30-06-2023 | Hitnotering: 04-03-2023 t/m 30-06-2023 | Hitnotering: 04-03-2023 t/m 30-06-2023 | Hitnotering: 04-03-2023 t/m 30-06-2023 | Hitnotering: 04-03-2023 t/m 30-06-2023 | Hitnotering: 04-03-2023 t/m 30-06-2023 | Hitnotering: 04-03-2023 t/m 30-06-2023 | Hitnotering: 04-03-2023 t/m 30-06-2023 | Hitnotering: 04-03-2023 t/m 30-06-2023 | Hitnotering: 04-03-2023 t/m 30-06-2023 |
| Week:                                  | 1                                      | 2                                      | 3                                      | 4                                      | 5                                      | 6                                      | 7                                      | 8                                      | 9                                      | 10                                     | 11                                     | 12                                     | 13                                     | 14                                     | 15                                     | 16                                     | 17                                     |                                        |                                        |
| -------------------------------------- | -------------------------------------- | -------------------------------------- | -------------------------------------- | -------------------------------------- | -------------------------------------- | -------------------------------------- | -------------------------------------- | -------------------------------------- | -------------------------------------- | -------------------------------------- | -------------------------------------- | -------------------------------------- | -------------------------------------- | -------------------------------------- | -------------------------------------- | -------------------------------------- | -------------------------------------- | -------------------------------------- | -------------------------------------- |
| Positie:                               | 9                                      | 5                                      | 13                                     | 7                                      | 15                                     | 6                                      | 7                                      | 4                                      | 7                                      | 11                                     | 16                                     | 13                                     | 18                                     | 19                                     | 28                                     | 31                                     | 34                                     | uit                                    |                                        |